# Elisabeth Baitsch-Landen
Ilse Paula Elisabeth Baitsch-Landen, född 16 februari 1930 i Sydtyskland, död 4 april 2019 i Hjärup, var en tysk-svensk målare, tecknare, grafiker och illustratör.

## Biografi
Baitsch-Landen studerade konst vid en konstskola i München och École des Beaux Arts i Paris och vid Konstskolan Forum i Malmö. Hon medverkade i utställningar i Malmö, Lund, Stockholm och Simrishamn. Hennes konst består av landskap och icke realistiska kompositioner, också i större format, som mural- och glasmåleri.
Hon föredrog att arbeta med akvarell, men experimenterade gärna med olika material och tekniker som olja, akryl, gouache, tempera, grafik och tusch. En av hennes konstnärliga förebilder var Paul Klee, vars estetiska ideal och intresse för färg och mystik hon delade.
Hon utförde illustrationer och teckningar för olika tidskrifter och SVT. Omkring 1960 träffade hon Britt G. Hallqvist, vilket ledde till en livslång vänskap och ett samarbete med bilderböcker, vishäften och läromedel för barn och ungdom. De gjorde tillsammans bland annat två långa serier tecknade barnprogram för SVT som sändes 1968–1975, där den första hade bibliska berättelser som tema, medan den andra handlade om folksagor från hela världen.
Som illustratör illustrerade hon även Britt G. Hallqvists En boll på äventyr 1989 och Benten Kochs Det förtrollade nyckelhålet 1962. Hon blev svensk medborgare 1961.
Baitsch-Landen är representerad vid Blekinge läns landsting.

### Familj
Elisabeth Baitsch-Landen var gift med Paul Sten Ingvar Landen.